# Гистондеацетилаза 10
 Гистондеацетилаза 10  (англ. Histone deacetylase 10) — фермент, кодируемый у человека геном  HDAC10 .
Ацетилирование ядра гистонов модулирует структуру хроматина и экспрессию генов. Противоположная ферментативная деятельность гистонов ацетилтрансфераз и гистондезацетилаз, таких как HDAC10, определяет статус ацетилирования гистонов (Као и др., 2002 г.).

## Взаимодействия
HDAC10, как было выявлено, взаимодействует с HDAC2 и NCOR2.